# Reprezentacja Osetii Południowej w piłce nożnej mężczyzn
Reprezentacja Osetii Południowej w piłce nożnej nie jest członkiem Międzynarodowej Federacji Piłki Nożnej (FIFA) ani Azjatyckiej Konfederacji Piłkarskiej (AFC).

## Mecze międzynarodowe
| 23.09.2013 | Suchumi, Gruzja    | Abchazja          | 3–0  | Osetia Południowa    |
| 02.06.2014 | Östersund, Szwecja | Osetia Południowa | 19–0 | Darfur               |
| 03.06.2014 | Östersund, Szwecja | Osetia Południowa | 1–3  | Padania              |
| 04-06.2014 | Östersund, Szwecja | Osetia Południowa | 0–0  | Abchazja             |
| 06-06.2014 | Östersund, Szwecja | Osetia Południowa | 0–3  | Nicea                |
| 08-06.2014 | Östersund, Szwecja | Osetia Południowa | 1–4  | Aramejczycy Syryjscy |